# 1910年のスポーツ

## アイスホッケー
- スタンレー・カップ
1月：優勝：オタワ・セネターズ (CHA)、準優勝：ゴールト (OPHL)
1月：優勝：オタワ・セネターズ (NHA)、準優勝：エドモントン・エスキモーズ (AHL)
3月：優勝：モントリオール・ワンダラーズ (NHA)、準優勝：ベルリン・ユニオンジャックス (OPHL)

## 大相撲
優勝掲額者
- 春（1月14日初日）:東横綱 常陸山谷右エ門（7勝2分1休）
- 夏（6月3日初日）:西大関 太刀山峰右エ門（9勝1分）

優勝旗手
- 春:東前頭9枚目 両国梶之助（5勝1敗3分1預）
- 夏:東関脇 朝汐太郎（6勝2敗2分）

## ゴルフ

### 世界4大大会（男子）
- 全米オープン優勝者：アレックス・スミス（スコットランド）
- 全英オープン優勝者：ジェームズ・ブレード（スコットランド）

## 自転車競技

### ロードレース
- 第2回ジロ・デ・イタリア
総合優勝：カルロ・ガレッティ（イタリア）
- 第8回ツール・ド・フランス
総合優勝：オクタブ・ラピズ（フランス）

## テニス

### グランドスラム
- 全豪選手権　男子単優勝：ロドニー・ヒース（オーストラリア）
- 全仏選手権　男子単優勝：モーリス・ジェルモー（フランス）、女子単優勝：ジャンヌ・マシー（フランス）
- ウィンブルドン　男子単優勝：アンソニー・ワイルディング（ニュージーランド）、女子単優勝：ドロテア・ダグラス・チェンバース（イギリス）
- 全米選手権　男子単優勝：ウィリアム・ラーンド（アメリカ）、女子単優勝：ヘイゼル・ホッチキス（アメリカ）

## 野球

### アメリカ大リーグ
- ワールドシリーズ
フィラデルフィア・アスレチックス（ア・リーグ） （4勝1敗） シカゴ・カブス（ナ・リーグ）

### 日本
- 明治大学野球部発足

## その他のスポーツ
- 11月28日 - 白瀬矗ら南極探検隊、開南丸で芝浦港を出帆

## 誕生
- 1月4日 - ヒルデ・シュレーダー（ドイツ、水泳、+1966年）
- 1月5日 - ジャック・ラブロック（ニュージーランド、陸上競技、+1949年）
- 1月19日 - 苅田久徳（神奈川県、野球、+2001年）
- 1月22日 - 西垣徳雄（兵庫県、野球、+1989年）
- 2月12日 - グンナー・ヘッケルト（フィンランド、陸上競技、+1940年）
- 3月2日 - ジョージ・コジャック（アメリカ、水泳、+1996年）
- 3月16日 - アラダール・ゲレビッチ（ハンガリー、フェンシング、+1991年）
- 3月21日 - 西田修平（和歌山県、陸上競技、+1997年）
- 4月1日 - 小川正太郎（和歌山県、野球、+1980年）
- 4月14日 - 大和球士（埼玉県、野球、+1992年）
- 5月29日 - ラルフ・メトカーフ（アメリカ、陸上競技、+1978年）
- 6月11日 - ジャック・イブ・クストー（フランス、探検家、+1997年）
- 6月22日 - ジョン・ハント（イギリス、登山家、+1998年）
- 6月28日 - 中島治康（長野県、野球、+1987年）
- 8月23日 - ジュゼッペ・メアッツァ（イタリア、サッカー、+1979年）
- 9月7日 - ジャック・シェイ（アメリカ、スピードスケート、+2002年）
- 10月14日 - ジョン・ウドゥン（アメリカ、バスケットボール）

## 死去
- 10月15日 - スタンリー・ケッチェル（アメリカ、ボクシング、*1886年）
- 12月29日 - レジナルド・ドハティー（イギリス、テニス、*1872年）